# Sacrificio (banda)
Sacrificio fue una banda de rock cristiano ecuatoriana formada en 1992, considerados como la primera banda de rock cristianos en Ecuador.

## Historia
La banda musical fue integrada por estudiantes del colegio Centro Cristiano de Guayaquil a inicio de los años 90, el grupo se consolido en 1996 y grabaron su primer disco homónimo Sacrificio, la producción del disco estuvo a cargo del estadounidense Bob Vogel en la ciudad de Quito.

## Integrantes
- Daniel Arteaga (vocalista)
- Silvio Sierra (Guitarrista)
- Gustavo Tábara (Guitarrista)
- Jorge Viteri (Baterista)
- Flavio León (teclados)

## Discografía
| Álbum    | Sacrifico            | 1998 | Árbol Records    |
| Álbum    | Protector            | 2003 | Sacrificio Music |
| Sencillo | Mi amor te sostendrá | 2016 |                  |